# Dorfkirche Haindorf
Die evangelische Dorfkirche Haindorf steht in Haindorf, einem Stadtteil von Schmalkalden im Landkreis Schmalkalden-Meiningen in Thüringen. Die Kirchengemeinde gehört zum Kirchenkreis Schmalkalden der Evangelischen Kirche von Kurhessen-Waldeck.

## Lage
Das Kirchengebäude befindet sich in der Nähe des Ortsfriedhofs und hat die Adresse Hauptstraße 15 in 98574 Schmalkalden (einem Abschnitt der Kreisstraße K2516).

## Geschichte
Die Ursprünge der heutigen Dorfkirche liegen in der 1444 als spätgotische Wallfahrtskapelle gebauten Kapelle.
Sie wurde nach der Reformation die Gemeindekirche von Haindorf. Am Ende des 17. Jahrhunderts und 1775 wurde der Innenraum barock umgestaltet. Die Kirche wurde 1881 restauriert.

## Architektur

### Kirchengebäude
1467 wurde das Kirchengebäude zu einer Hallenkirche mit drei Achsen und zwei Kirchenschiffen aus Sandstein erweitert. Das Hauptschiff hat einen dreiseitigen Abschluss im Osten.
An der Südseite des Hauptschiffes war ursprünglich eine weitere kleine Kapelle angebaut. Das spitzbogige Portal im Norden weist eine Überstabung auf. Der Chor war ursprünglich sehr viel größer. Die Treppen zum Hauptschiff wurden Anfang der 1950er Jahre in Richtung des Altares zurückgesetzt. Der Chorraum war ursprünglich mit einem Holztonnengewölbe überbaut. Das Hauptschiff hat seit 1775 eine schlichte Kassettendecke, die ursprünglich reicher dekoriert war. Das Seitenschiff ist zum Mittelschiff durch zwei spitzbogige Arkaden geöffnet. Es ist ebenfalls flach gedeckt, die außen sichtbaren Strebepfeiler deuten ein ursprünglich beabsichtigtes Gewölbe an.

### Turm
Der quadratische, viergeschossig Kirchturm im Westen ist aus der Hauptachse des Hauptschiffes verschoben. Das oberste Geschoss ist aus Fachwerk und verschiefert. Er ist mit einer geschweiften Haube bedeckt, die mit einer Laterne bekrönt ist.
An der Westseite des Turmes befindet sich im zweiten Geschoss das Relief eines Männerkopfes.
Das Erdgeschoss des Turms hat ein Kreuzrippengewölbe.
Der Turm ist ursprünglich als Wehrturm konzipiert. Der einzige Eingang liegt bis heute in der Höhe der zweiten Empore.

## Ausstattung

### Chor
Im Chor befindet sich ein Sakramentshaus mit einer kielbogigen Rahmung aus der Erbauungszeit.

### Altar
Der Blockaltar besteht aus Sandstein und ist aus seiner ursprünglichen Position nach vorn gerückt neu aufgemauert worden.
Im nördlichen Seitenschiff steht ein Seitenaltar links neben dem Eingang zur Kapelle. Über diesem Eingang sind in Sichtfenstern die unter dem Putz verborgenen Reste der gotischen Ausmalung zu erkennen. Es handelt sich hier wohl um eine Abbildung von Maria mit dem Christuskind. Dieses Bild passt auch zum Bilderzyklus in der Kapelle. An der Südseite des Hauptschiffes soll es auch noch eine überlebensgroße Abbildung des Hlg. Christopherus geben.

### Emporen
Die schmucklosen, zweigeschossigen und zweiseitigen Emporen im Hauptschiff wurden 1686 eingebaut.
Eine zusätzliche Orgelempore von 1688 steht auf geschnitzten Säulen mit korinthisierenden Kapitellen über dem Altar. Diese Säulen sind Spoiler von einem Patrizierhaus aus Schmalkalden, dass abgerissen worden ist.

### Kronleuchter
Von der Decke hängt ein Kronleuchter herab. Es ist ein Kronleuchter der Form „Flämische Krone“ wie er baugleich in vielen Dorfkirchen hängt.

### Kanzel
Die Kanzel steht links vom Altar und weist eine dezente Farbgebung in hellblau, bordeaux, weiß und gold auf. Das Ständerwerk ist diskret mit Weinlaub und Wein bemalt.

### Taufstein
Unmittelbar vor dem Altar steht der Taufstein aus Sandstein mit blattförmigen Ornamenten. Nach Unterlagen der Kirchengemeinde wurde er von Frau Anna Möcker im Jahre 1708 gespendet.

### Heilig Grab / Krippe
Ein Meisterwerk spätgotischer Steinmetzkunst, ist das an der Nordseite des Hauptschiffes unter der Empore stehende, aus dem 15. Jahrhundert stammende steinerne Gehäuse eines Heiligen Grabes. Der sarkophagähnliche Unterbau ist dekoriert mit ineinander verschlungenem Blendmaßwerk. Darüber ruht auf vier profilierten Pfeilern ein Baldachin mit einem Muldengewölbe.
Das Heilig Grab stammt ursprünglich aus der Heilig Grabs Kirche in der Ortslage Asbach. Ende des 16. Jahrhunderts war diese in Folge der Reformation zunehmend verfallen und so gelangte das Heilig Grab nach Haindorf.
Zu Karfreitag wird ein Gottesdienst zur Todesstunde um 15:00 gefeiert. Bei diesem wird auch das Heilig Grab einbezogen.

### Lesepult
Das Lesepult stammt aus der Mitte des 19. Jahrhunderts.

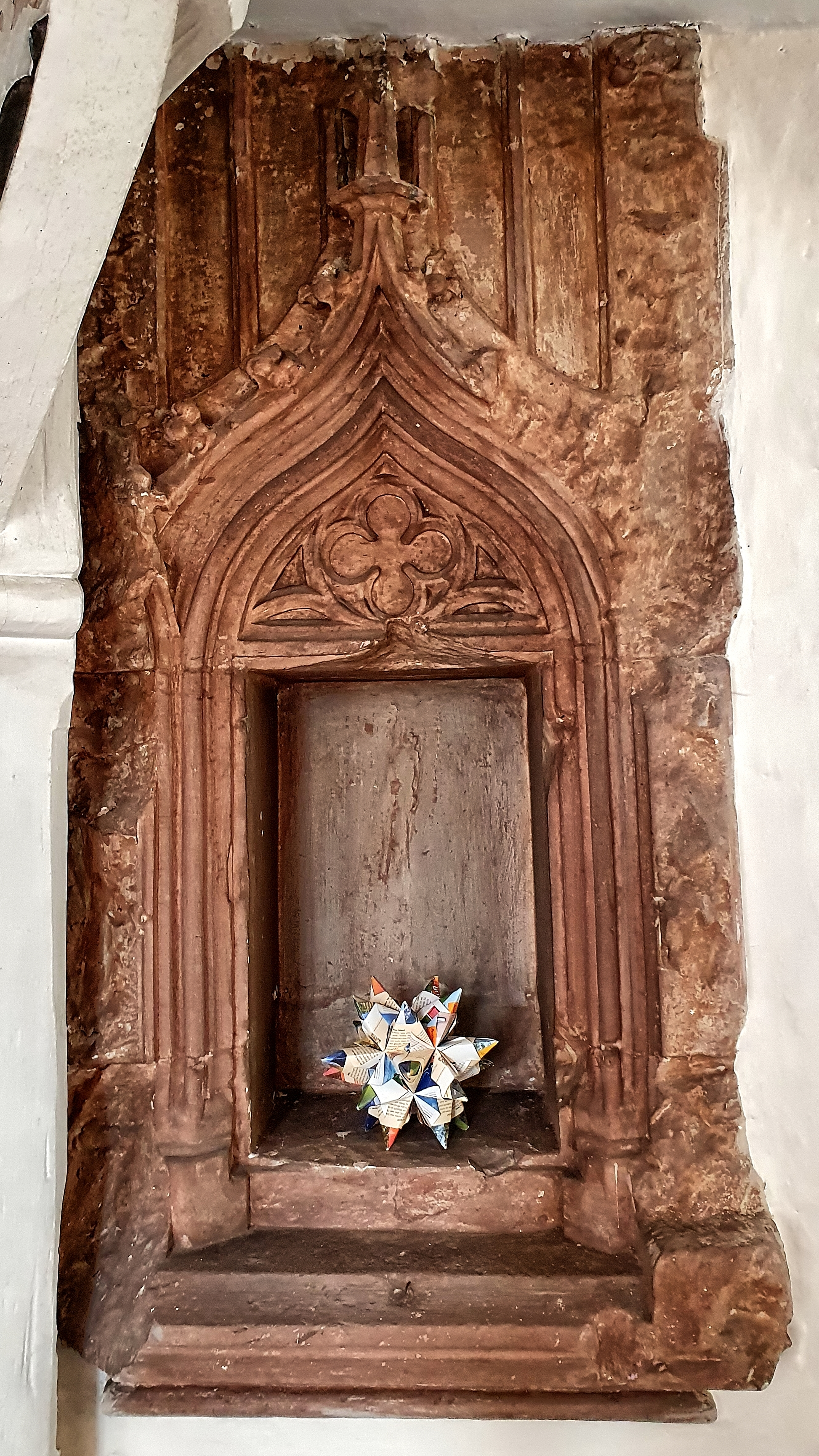
Sakramentsnische
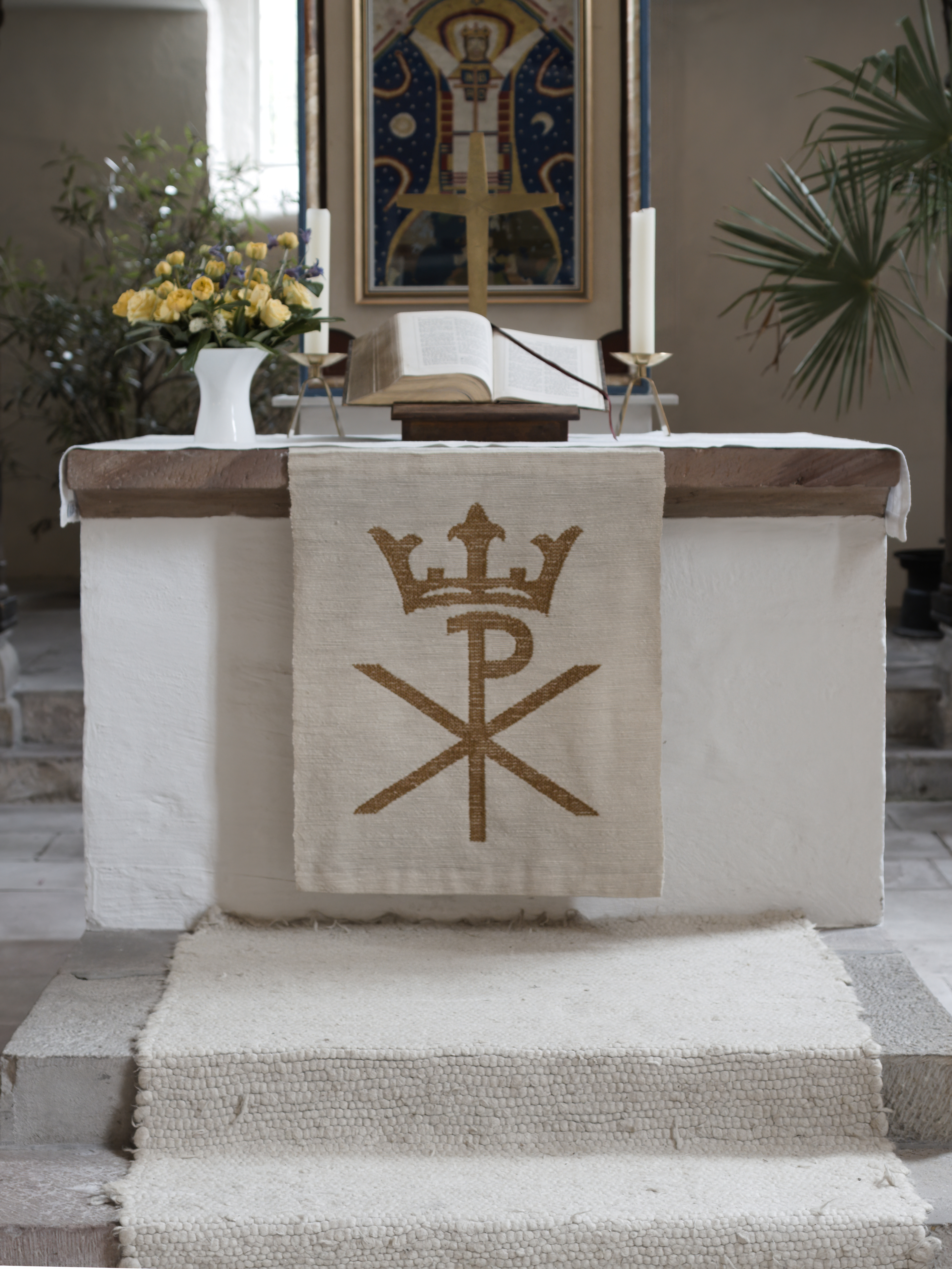
Altar
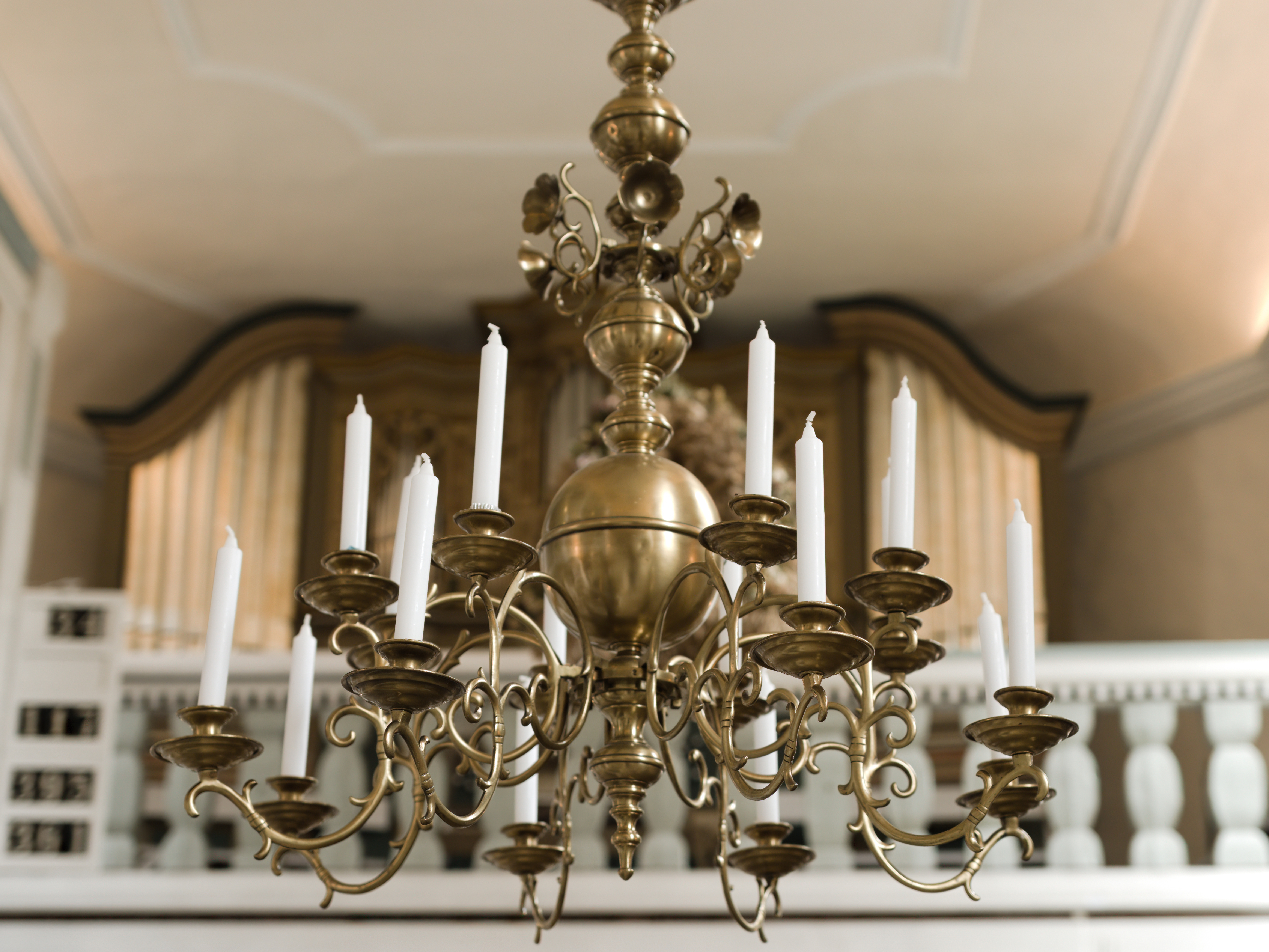
Kronleuchter
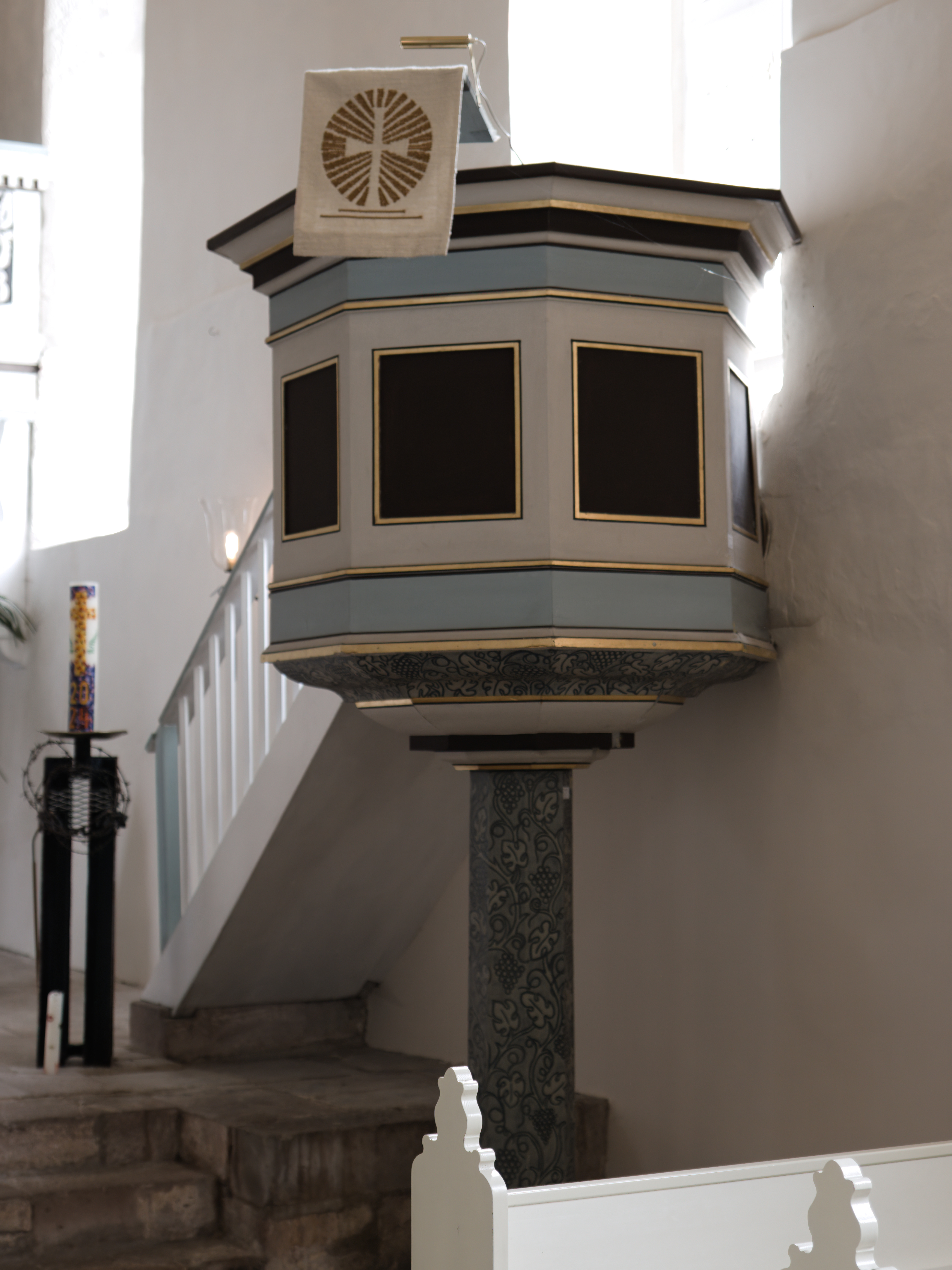
Kanzel
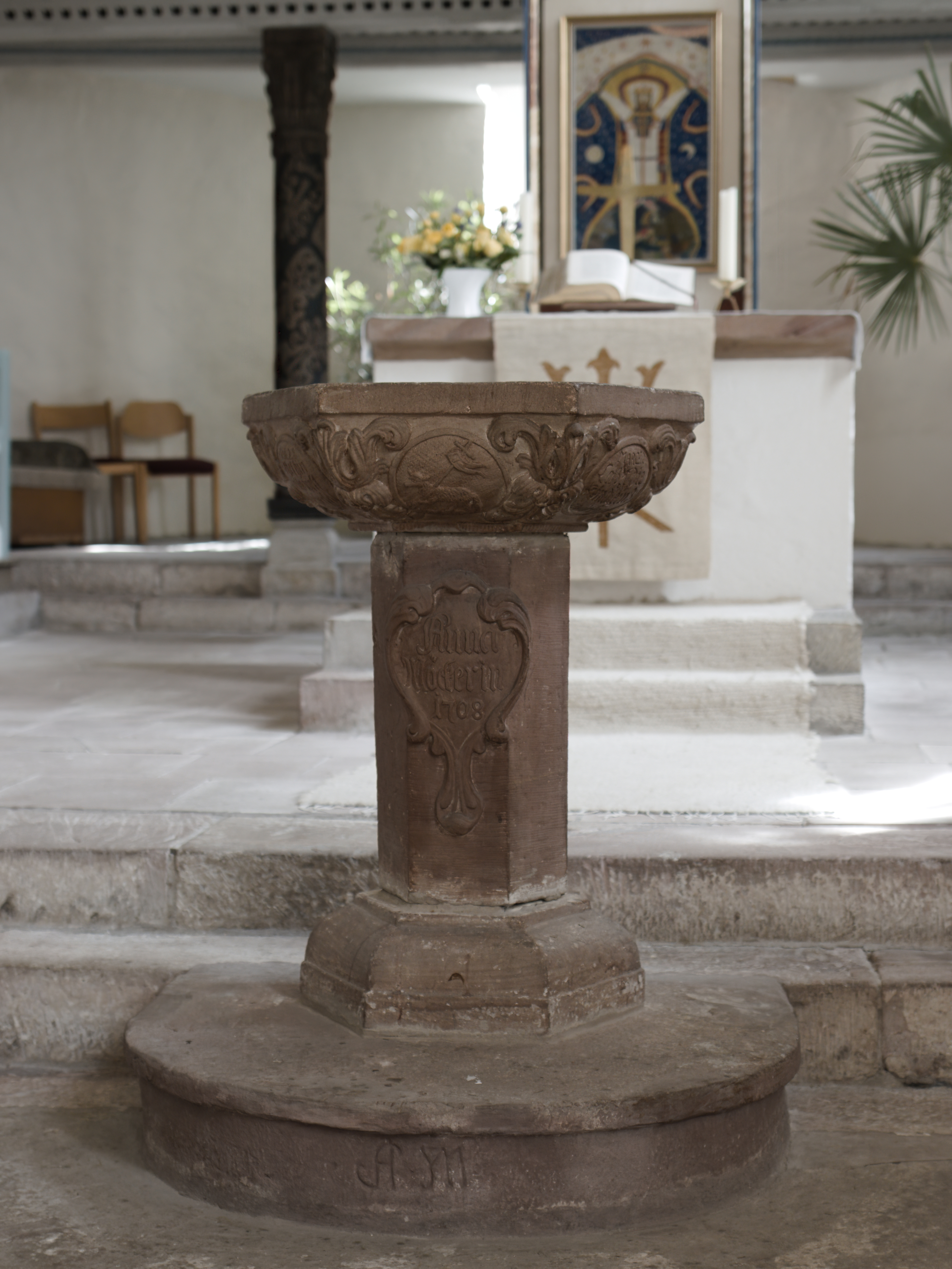
Taufstein
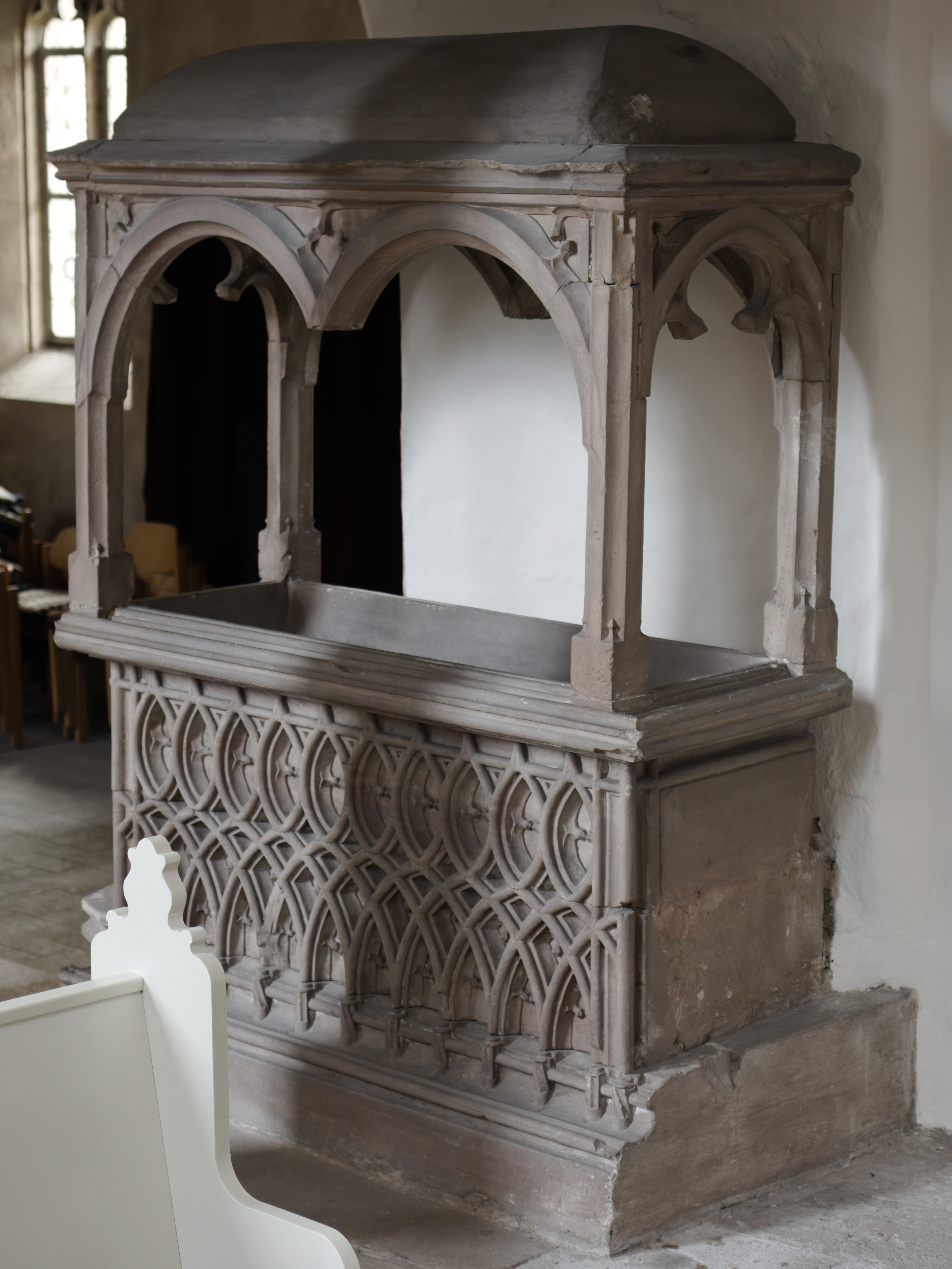
Heilig Grab / Krippe
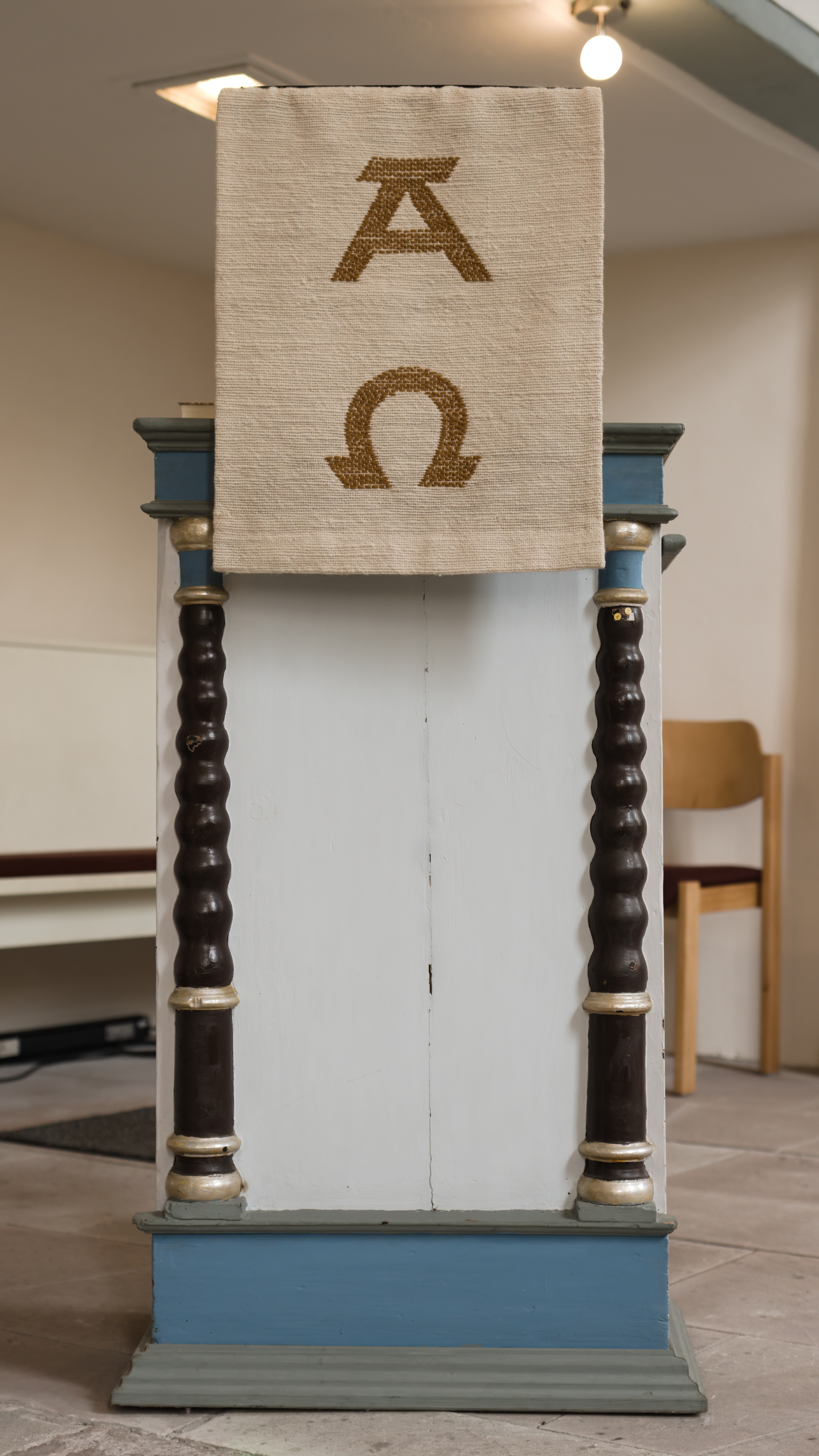
Lesepult

### Fenster
Maßwerkfenster gibt es im Seitenschiff und am Turm.
In einem Fenster des Seitenschiffs sind noch Fensterbilder von 1536 beziehungsweise 1540 zu erkennen.

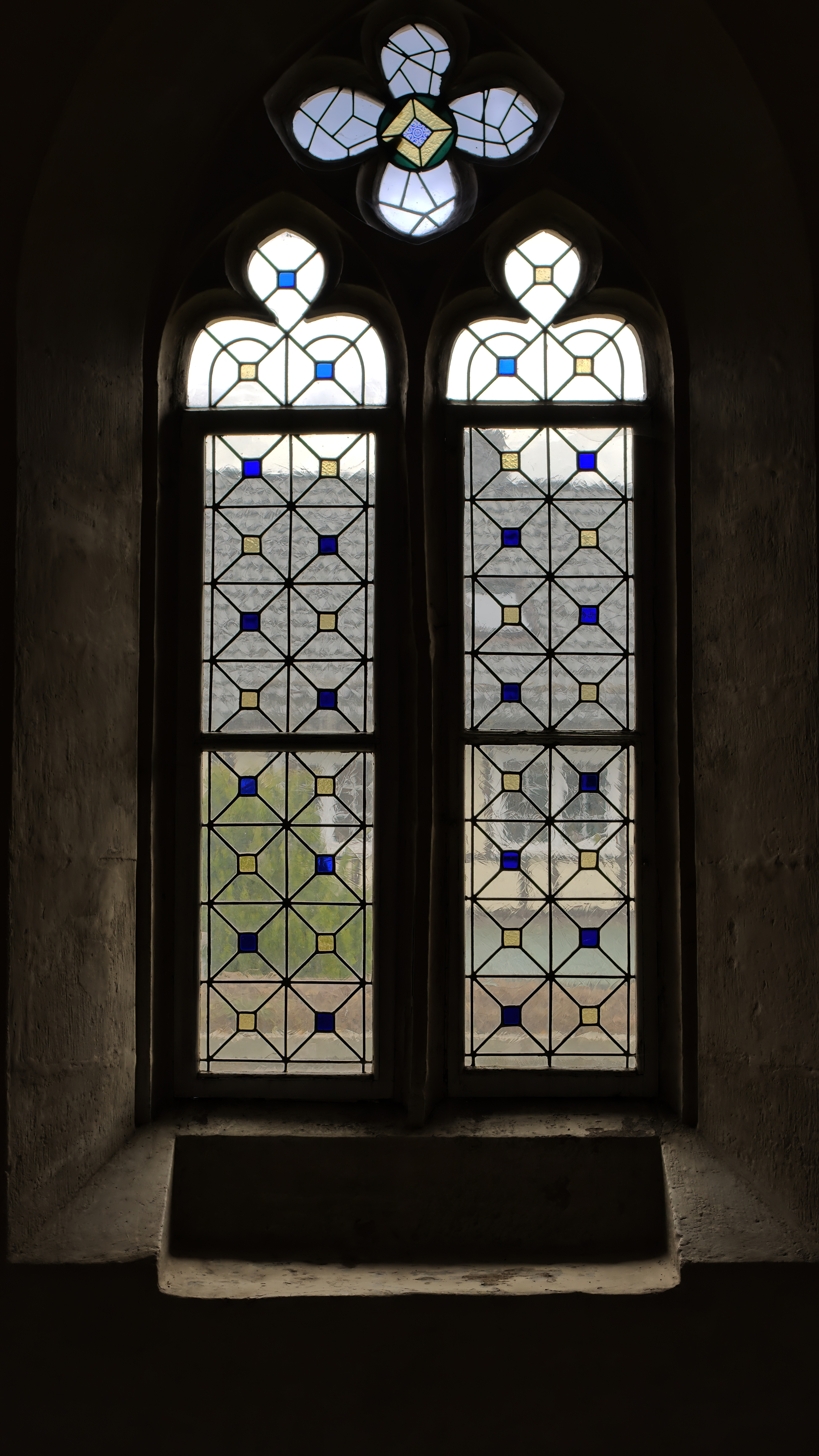
Rechtes Seitenschifffenster
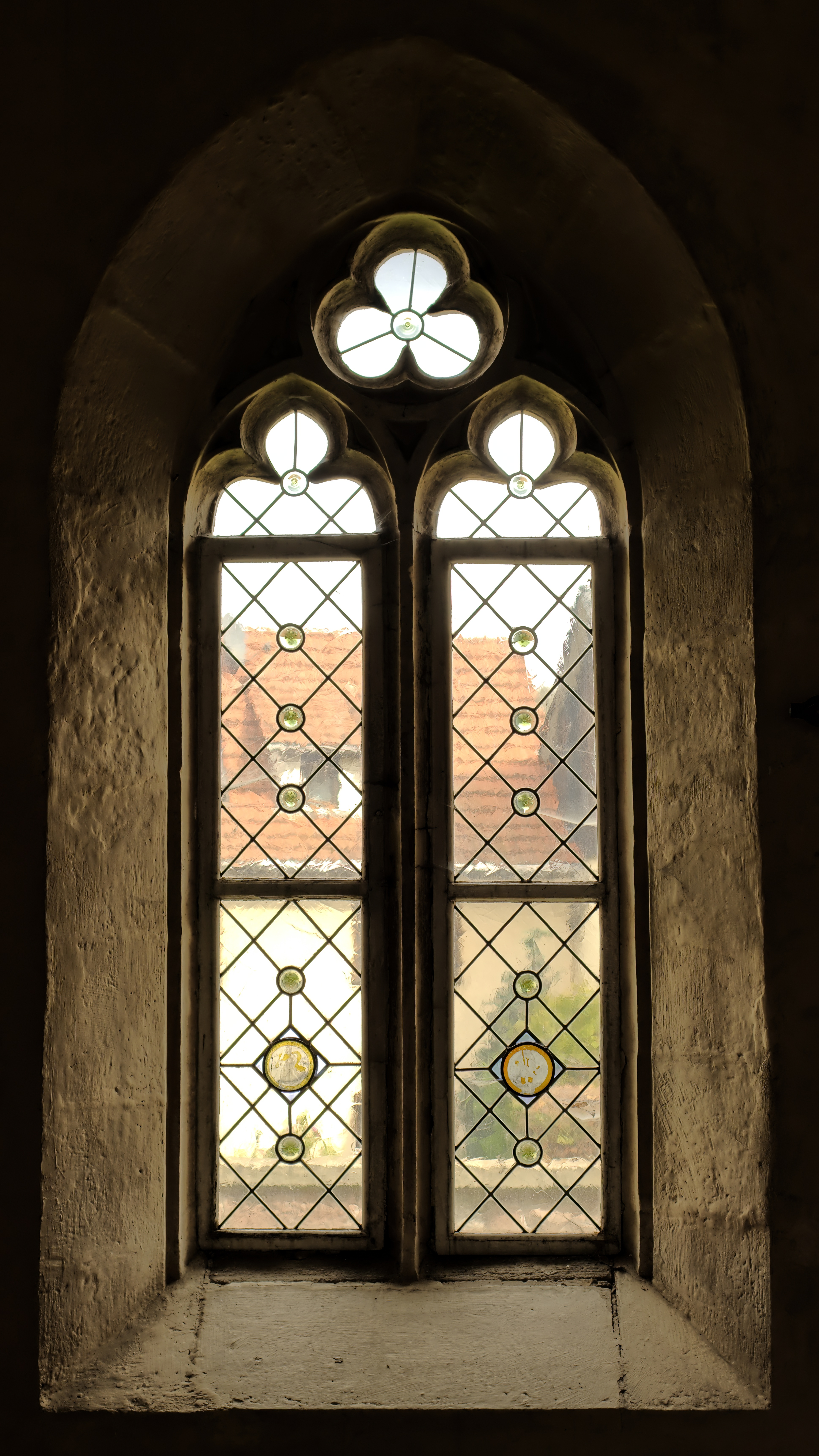
Linkes Seitenschifffenster
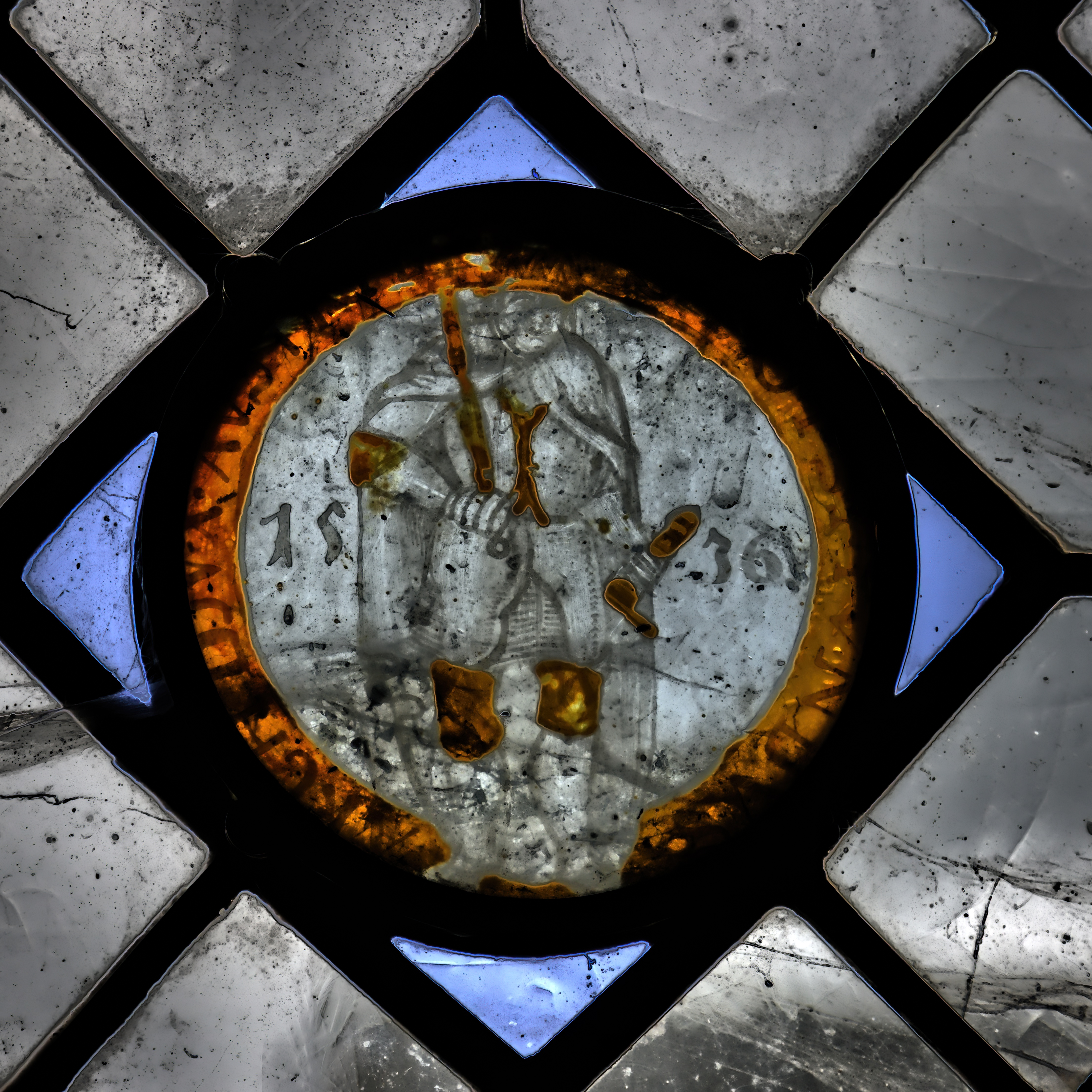
Fensterbild von 1536
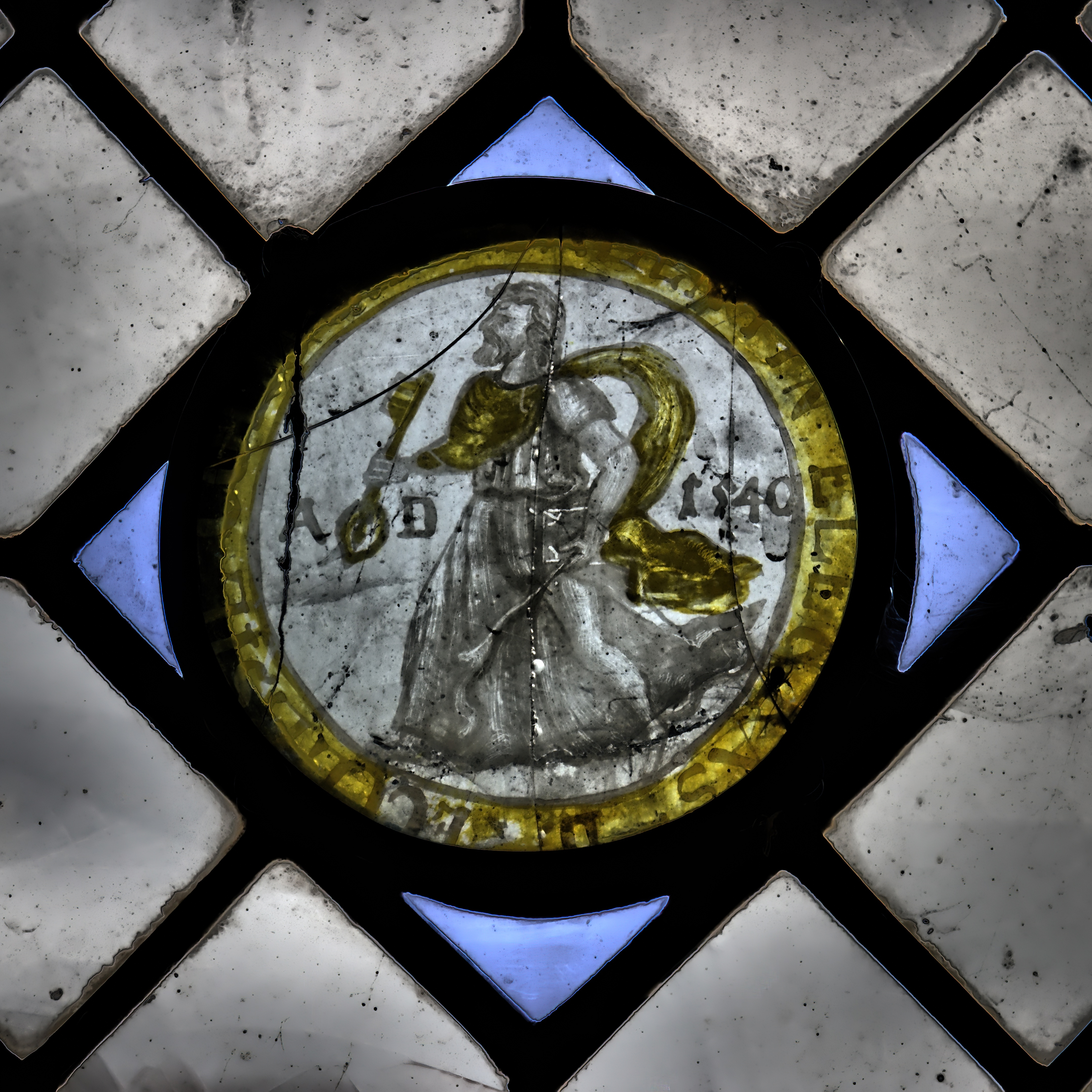
Fensterbild von 1540

## Kapelle
1444 wurde die Kapelle als spätgotische Wallfahrtskapelle gebaut, die der Jungfrau Maria und dem heiligen Kreuz geweiht wurde.
An das nördliche Seitenschiff schließt sich östlich die Kapelle auf quadratischem Grundriss an.
Die Kapelle weist wie der Turm ein Kreuzrippengewölbe auf, dort sind die Rippen mit Gesichtern in Rosetten besetzt, der Schlussstein zeigt eine Sonne mit Strahlen. Die drei Symbole der Evangelisten in den Gewölbefeldern und Szenen aus dem Marienleben an den Wänden sind der letzte Rest der Ausmalung der Kapelle.
Die Kapelle wurde 1996 restauriert.
Ein Spitzbogen an der Nordseite des Seitenschiffs öffnet sich zur Kapelle, dort befindet sich eine Piscina.
Die Kapelle stand zunächst als solitäres Gebäude. Die Gemeinde versammelte sich wohl außerhalb. Deshalb auch das gotische Fenster an der Südseite. Später wurden in mehreren Bauabschnitten die restlichen Teile der Kirche erbaut.

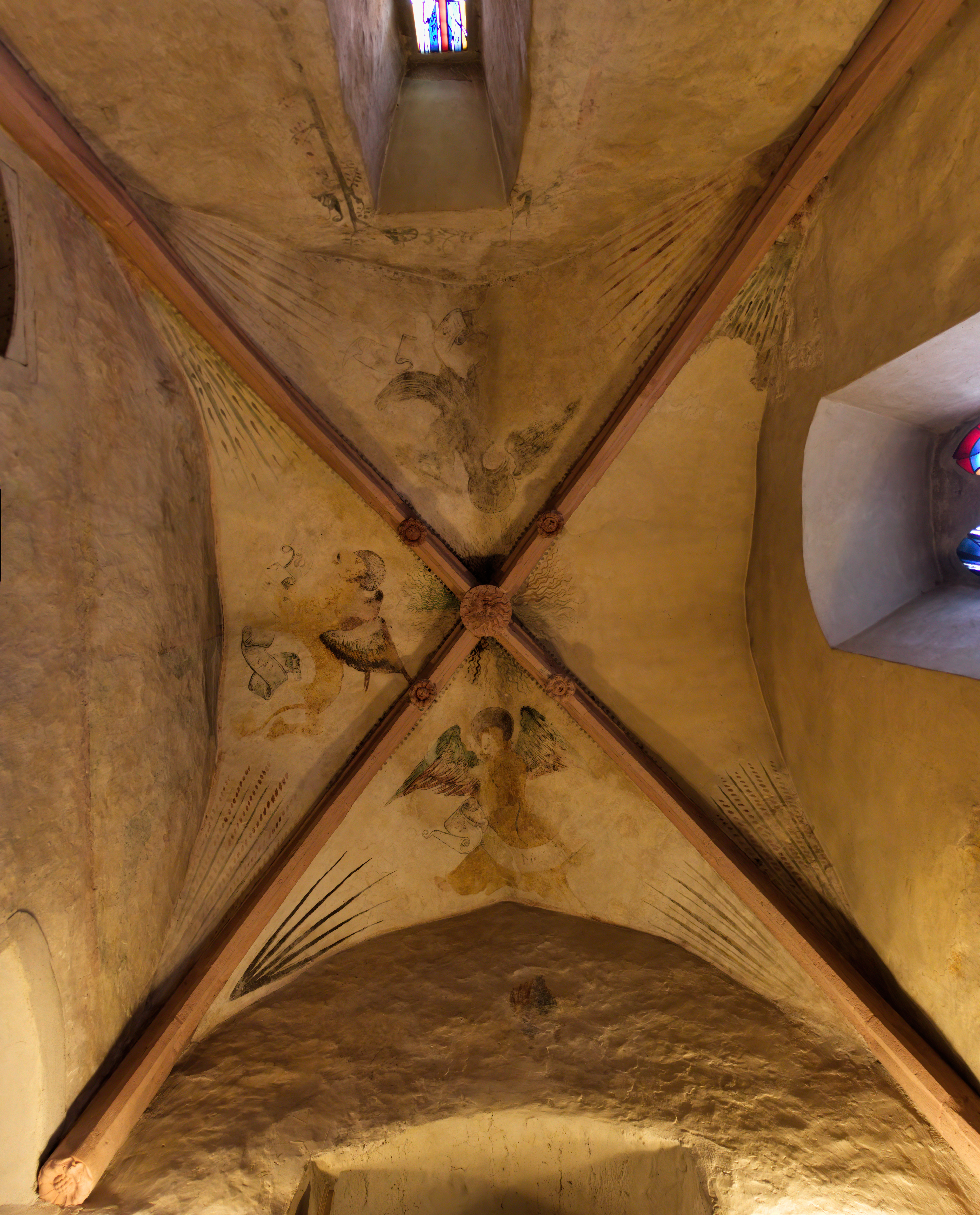
Kapellendecke
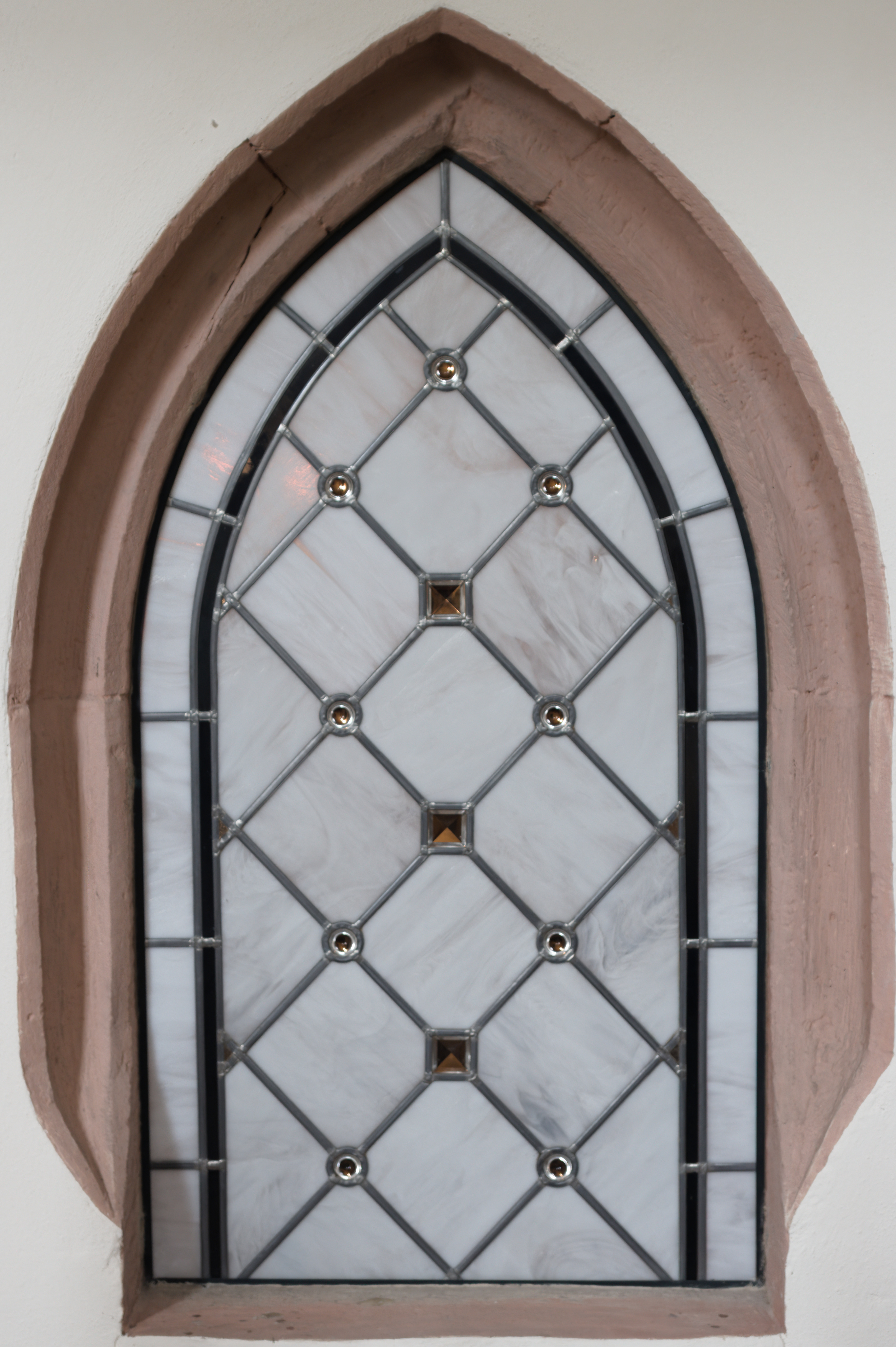
Spitzbogen

## Orgel

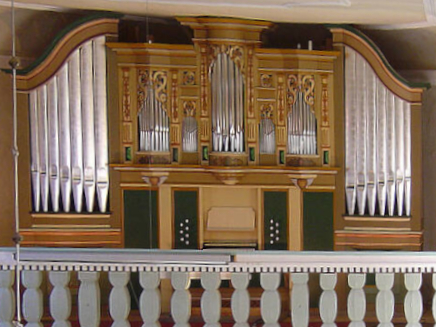
Orgel

Die 1692 von Joh. Wilhelm (aus Ernstroda) gebaute Orgel wurde im Jahre 1772 von Johann-Markus Oestreich (aus Oberbimbach) sowie 1853 von Hilpert (aus Floh), 1969 von Gerhard Böhm (aus Gotha) und letztmalig von Jäger & Brommer (aus Waldkirch) erweitert beziehungsweise restauriert.
Seit der Renovierung 2006 lautet ihre Disposition:
| I. Manual |          |
| Principal | 8′       |
| Bordun    | 8′       |
| Gambe     | 8′       |
| Octave    | 4′       |
| Mixtur    | 2´ 3fach |

| II. Positiv im SW C-g |    |
| Flauto dolce          | 8′ |
| Flöte                 | 8′ |
| Principal             | 4′ |

| Pedal     |     |
| Subbass   | 16′ |
| Octavbaß  | 8′  |
| Choralbaß | 4′  |

## Glocken
Im Zuge der Glocken-Aktion der Metallspende des deutschen Volkes mussten alle vier Glocken 1941 abgegeben werden.
Zwei der vier Glocken gelangten 1948 an Haindorf von einem Glockenfriedhof in Hamburg zurück.
Die Glockenstube ist im Turm eingerichtet. Dort hängen vier Kirchenglocken. Sie weisen folgende Daten auf:
| Nr. | Bild | Gussjahr | Gießer, Gussort | Material | unterer Durchmesser (cm) | Schlag-ton | Inschrift                              |
| --- | ---- | -------- | --------------- | -------- | ------------------------ | ---------- | -------------------------------------- |
| 1   |      | 1463     | Naumburg        |          |                          | b′         | anno domini 1463 helff got maria berat |
| 2   |      | 1997     | Heilbronn       |          | 77,8                     | des″       | PAX Haindorf 1997                      |
| 3   |      | 1464     | Naumburg        |          | 66                       | fes″       | anno domini 1464 nomen osanna          |
| 4   |      | 1997     | Heilbronn       |          | 53,9                     | ges″       | PAX Mittelschmalkalden 1997            |